# Chalastra cinerascens
Chalastra cinerascens là một loài bướm đêm trong họ Geometridae.